# 镰叶肾蕨
镰叶肾蕨（学名：Nephrolepis falcata）为腎蕨科肾蕨属下的一个种。

## 扩展阅读
- 維基物種上的相關：镰叶肾蕨